# Гостовский, Раули
Раули Гостовский (фин. Rauli Gostowski, род. 24 мая 1946) — финский шахматист.
Бронзовый призёр чемпионата Финляндии 1969 г.
В составе национальной сборной Финляндии участник шахматной олимпиады 1970 г. (был запасным) и квалификационного турнира командного первенства Европы (турнир проходил в 1971 г.).

## Спортивные результаты
| Год  | Город     | Соревнование                                         | + | − | = | Результат | Место |
| ---- | --------- | ---------------------------------------------------- | - | - | - | --------- | ----- |
| 1969 | Хельсинки | Чемпионат Финляндии                                  |   |   |   |           | 3     |
| 1970 | Зиген     | XIX Олимпиада (сборная Финляндии, запасной)          | 2 | 2 | 3 | 3½ из 7   |       |
| 1971 | Орхус     | Квалификационный турнир командного первенства Европы | 1 | 3 | 1 | 1½ из 5   |       |